# 布萊克沃特海灘 (特拉華州)
布萊克沃特海灘（英語：Blackwater Beach）是位於美國特拉華州蘇塞克斯縣的一個非建制地區。該地的面積和人口皆未知。

## 地理
布萊克沃特海灘的座標為38°34′48″N 75°09′28″W / 38.58000°N 75.15778°W，而該地的平均海拔高度為1米（即3英尺）。